# Private Division
Private Division — американский издатель независимых компьютерных игр. Штаб-квартира компании расположена в Нью-Йорке, имеются офисы в Сиэтле и Мюнхене.

## История
Компания основана в декабре 2017 года. Являлась подразделением Take-Two Interactive Software, предназначенным для работы с независимыми студиями-производителями компьютерных игр, игры которых находятся посередине между ААА-играми больших студий и инди-играми новых или небольших студий.
Take-Two объявила о четырёх играх, которые будут изданы подразделением: The Outer Worlds от Obsidian Entertainment, Darkborn студии The Outsiders, неанонсированный шутер от первого лица компании V1 Interactive, и Ancestors: The Humankind Odyssey от Panache Digital. Также, Kerbal Space Program, приобретенная ранее Take-Two, будет переиздана заново под лейблом Private Division.
В ноябре 2024 года стало известно, что Take-Two Interactive продала Private Division неизвестному покупателю за нераскрытую сумму. Также было подтверждено закрытие двух дочерних студий Intercept Games и Roll7.

## Изданные игры
| Год  | Название                                         | Платформы                                                                              | Разработчик                                   |
| ---- | ------------------------------------------------ | -------------------------------------------------------------------------------------- | --------------------------------------------- |
| 2018 | Kerbal Space Program: Enhanced Edition           | PlayStation 4, Xbox One                                                                | Squad                                         |
| 2018 | Kerbal Space Program: Making History             | ПК (Windows)                                                                           | Squad                                         |
| 2019 | Kerbal Space Program: Breaking Ground            | ПК (Windows)                                                                           | Squad                                         |
| 2019 | The Outer Worlds                                 | ПК (Windows), PlayStation 4, Xbox One                                                  | Obsidian Entertainment                        |
| 2019 | Ancestors: The Humankind Odyssey                 | ПК (Windows), PlayStation 4, Xbox One                                                  | Panache Digital Games                         |
| 2020 | Disintegration                                   | ПК (Windows), PlayStation 4, Xbox One                                                  | V1 Interactive                                |
| 2022 | OlliOlli World                                   | ПК (Windows), PlayStation 4, PlayStation 5, Xbox One, Xbox Series X/S, Nintendo Switch | Roll7                                         |
| 2022 | Rollerdrome                                      | ПК (Windows), PlayStation 4, PlayStation 5                                             | Roll7                                         |
| 2023 | After Us                                         | ПК (Windows), PlayStation 5, Xbox Series X/S                                           | Piccolo Studio                                |
| 2023 | Kerbal Space Program 2                           | ПК (Windows), PlayStation 4, PlayStation 5, Xbox One, Xbox Series X/S                  | Star Theory Games (2019–2020) Intercept Games |
| 2024 | Penny's Big Breakaway                            | ПК (Windows), PlayStation 5, Xbox Series X/S, Nintendo Switch                          | Evening Star                                  |
| 2024 | No Rest for the Wicked                           | ПК (Windows), PlayStation 5, Xbox Series X/S                                           | Moon Studios                                  |
| 2025 | Tales of the Shire: A The Lord of The Rings Game | ПК (Windows), PlayStation 5, Xbox Series X/S, Nintendo Switch                          | Wētā Workshop                                 |